# Улхас
Улхас (хинди उल्हास नदी, англ. Ulhas) — река в Западной Индии, в штате Махараштра. Несёт свои воды на запад, площадь водосборного бассейна — 4637 км².

## Физико-географическая характеристика

### Исток
Улхас берет свое начало на равнине к северу от холмов Раждмачи, образуясь из горных ручьёв, стекающих по северным склонам этих холмов, которые являются частью горной цепи Сахьядри в Западных Гатах в округе Райгад штата Махараштра.

### Течение
От истока река течёт на север, поворачивая налево, где в неё впадает река Салпе, правый приток. Далее река течёт в северо-восточном направлении и протекает мимо Англо-Восточной морской академии, расположенной на правом берегу в деревне Кхандпе. Река протекает через деревню Паласдхари, где расположена дамба Паласдхари, после чего поворачивает на север и течёт параллельно железнодорожным путям в направлении города Карджат. Огибая Карджат, далее на севере сливается с рекой Пеж между железнодорожной станцией Бхивпури-роуд и городом Нерал. После Нерала, в районе деревни Никхоп, в Улхас впадает река Пошир, правый приток. Улхас течет далее на север мимо Бадлапура, где в неё попадает сток с Чикхлольской дамбы. Рядом с насосной станцией MIDC Джамбхул Улхас сливается с рекой Барви, которая принимает воду после дамбы Барви. Слияние этих рек является местом рыбалки для деревенских жителей и туристов. Дальше Улхас протекает мимо города Улхаснагара, который получил своё название от имени реки. Далее река протекает под железнодорожным мостом, соединяющим деревни Амбивали и Шахад, и сразу сливается со своим крупнейшим притоком, образованным слиянием рек Калу и Бхатса, которые составляют 55,7 % общей площади водосбора Улхаса.
После города Кальян река, текущая почти на уровне моря, подпитывается водой ручьёв и её течение начинает подчиняться приливным силам. С этого места начинается эстуарий и мангровые леса в районе городов Дива и Домбивли. В сезон дождей и во время отлива река продолжает течение до Тхане, где разделяется на два рукава текущих на запад и на восток вокруг острова Сальсетт, на котором расположен Мумбаи. Основной рукав поворачивает на север к Гходбундеру, где он образует эстуарий Васай-Крик. Другой рукав, Тхане-Крик, течёт на юг и впадает в Бомбейский залив. В эстуарии Улхаса располагаются исторические порты Кальян, Копри и Сопара.
Общая длина реки от истока до впадения в Аравийское море составляет 122 км.

### Водосборный бассейн
Бассейн Улхаса лежит между 18° 44′ и 19° 42′ с. ш. и 72° 45′ и 73° 48′ в. д. Площадь бассейна Улхаса составляет 4637 км² и находится полностью в округах Тхана, Райгад и Пуна штата Махараштра. Река получает большую часть воды во время юго-западных муссонов с июня по октябрь, когда средняя величина осадков в районе бассейна реки составляет 2943 мм.

### Притоки
- Пеж
- Барви
- Бхавапури
- Мурбари
- Калу
- Шари
- Бхатаса
- Пошир
- Шилар

## Использование
Река сильно загрязнена. Тем не менее из Улхаса отбирается питьевая вода для городов Бадлапур, Нави-Мумбаи, Кальян, Домбивли  и вода на полив сельскохозяйственных земель.

## Галерея
- Улхас у деревни Кондхана в округе Райгад
- Вид на Улхас с Гходбундера